# Center Township (comté d'O'Brien, Iowa)
Center Township est un township, du comté d'O'Brien en Iowa, aux États-Unis,.
Le township est créé en 1871.

## Source de la traduction
- (en) Cet article est partiellement ou en totalité issu de l’article de Wikipédia en anglais intitulé « Center Township, O'Brien County, Iowa » (voir la liste des auteurs).